# Felipe Lopes
Felipe Aliste Lopes  (nacido el 7 de agosto de 1987 en Osasco, Brasil) es un futbolista brasileño-portugués. Milita en el C. D. Nacional de Portugal.
El 22 de enero de 2013 ha sido cedido por seis meses al VfB Stuttgart con una opción de compra que el Stuttgart podrá ejercer. Finalmente el Stuttgart decidió no comprarle y en verano volvió al Wolfsburgo donde salió en 2016.

## Clubes
| Club               | País     | Año           |
| ------------------ | -------- | ------------- |
| Guarani            | Brasil   | 2005 - 2006   |
| Anderlecht         | Bélgica  | 2006 - 2007   |
| Nacional           | Portugal | 2007 - 2012   |
| Wolfsburgo         | Alemania | 2012 - 2013   |
| Stuttgart (cedido) | Alemania | 2013          |
| Wolfsburgo         | Alemania | 2013-2016     |
| Chaves             | Portugal | 2016-2017     |
| Nacional           | Portugal | 2017-presente |

## Palmarés

### Campeonatos nacionales
| Título                       | Club           | País     | Año     |
| ---------------------------- | -------------- | -------- | ------- |
| Copa de Alemania             | VfL Wolfsburgo | Alemania | 2015    |
| Supercopa de Alemania        | VfL Wolfsburgo | Alemania | 2015    |
| Segunda División de Portugal | CD Nacional    | Portugal | 2017-18 |